# Ватиа
Ватиа (англ. Vatia) — деревня на острове Тутуила в Американском Самоа. Населённый пункт расположен на северном берегу одноимённого залива. К Ватиа ведёт шоссе 006 — единственная дорога, пролегающая через национальный парк государства, сама деревня окружена национальным парком. Когда-то существовал пешеходный туристический маршрут через хребет Маугалоа от Лелоалоа к деревне, но после открытия трассы эта дорога более не используется.
На территории поселения есть несколько бетонных бункеров времён Второй мировой войны, расположены они вокруг пляжа. Вдоль дороги между Ватиа и Афоно произрастают декоративные растения. Дорога ведёт к островной школе, от которой идёт тропа, ведущая в национальный парк. Большая часть жителей острова работает на консервных заводах в Паго-Паго, по этому маршруту ходит общественный транспорт. Автобусы Айга несколько раз в день совершают рейсы из деревни Фагатого к Ватиа. Среди туристов также популярен маршрут к горе Алава.
Аполлон-11 приводнился в 1969 году неподалёку от поселения; в музее Хайдона в Паго-Паго представлена копия флага Американского Самоа, побывавшего на Луне в рамках этой миссии.

## Национальный парк

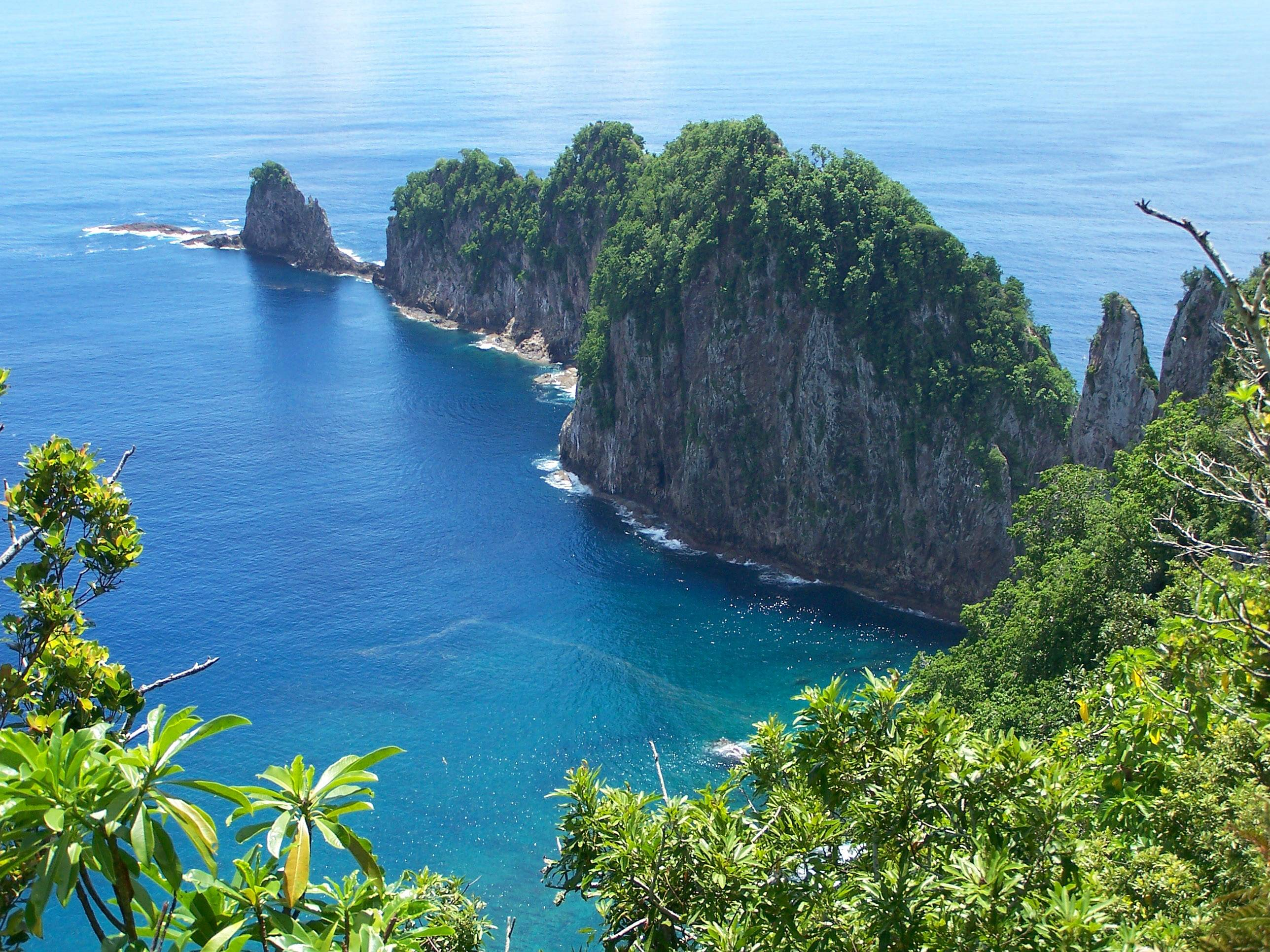
Вид на остров с маршрута Туафауна

Туафауна — 3,5-километровый туристический маршрут в национальном парке Американского Самоа. Путь проходит по извилистой дороге через тропический лес от Ватиа и до вершины близлежащего горного хребта. С вершины хребта открывается вид на национальный природный памятник — пролив Ваиава и близлежащий остров Пола. Далее тропа ведёт вниз к скалистому пляжу.

### Гора Алава
Также среди туристов популярен маршрут к горе Алава, протяжённостью в девять километров. Путь пролегает вдоль хребта к вершине горы.

## Население и религия
Численность населения Ватиа — 640 человек, по состоянию на конец 2010 года. Христианство — основная религия для населения деревни, однако некоторые жители относят себя к Всемирному братству Ассамблей Бога, церкви Иисуса Христа Святых последних дней или методизму.